# Campeonato Paranaense de Futebol de 1978
O Campeonato Paranaense de 1978 foi a 64° edição do campeonato estadual do Paraná, com a redução de clubes de 16 para 14 (em relação a última temporada), participando os dois clubes da segunda divisão, a Sociedade Esportiva Palmeiras (Pato Branco) de Pato Branco, e o Apucarana Atlético Clube de Apucarana.
A final foi decidida nos penaltys, e os destaques do campeonato foram: Manga, do Coritiba Foot Ball Club, o uruguaio Pedro Rocha, também do Coritiba e o artilheiro do certame: Edu do Colorado Esporte Clube, com oito gols.
A média de público deste campeonato ficou em 5.090 pagantes.

## Participantes
| Equipe                          | Cidade            | Região                            | No ano anterior                                                            | Estádio                              | Capacidade | Títulos             | Participações |
| ------------------------------- | ----------------- | --------------------------------- | -------------------------------------------------------------------------- | ------------------------------------ | ---------- | ------------------- | ------------- |
| Coritiba Foot Ball Club         | Curitiba          | Região Metropolitana de Curitiba  | Vice Campeão                                                               | Estádio Major Antônio Couto Pereira  | 38.000     | 25 (último em 1976) | 55            |
| Clube Atlético Paranaense       | Curitiba          | Região Metropolitana de Curitiba  | Terceiro Lugar                                                             | Estádio Joaquim Américo              | --         | 11 (último em 1970) | 45            |
| Londrina Esporte Clube          | Londrina          | Microrregião de Londrina          | Sétimo Lugar                                                               | Estádio do Café                      | 36.000     | 1 (1962)            | 8             |
| União Bandeirante Futebol Clube | Bandeirantes      | Microrregião de Cornélio Procópio | Oitavo Lugar                                                               | Estádio Comendador Luís Meneghel     | 10.000     | 0 (não possui)      | 13            |
| Rio Branco Sport Club           | Paranaguá         | Litoral Paranaense                | Quinto Lugar                                                               | Estradinha                           | --         | 0 (não possui)      | 23            |
| Pinheiros                       | Curitiba          | Região Metropolitana de Curitiba  | Décimo Primeiro Lugar                                                      | Estádio Érton Coelho de Queiroz      | 10.000     | 0 (não possui)      | 7             |
| Colorado Esporte Clube          | Curitiba          | Região Metropolitana de Curitiba  | Quarto Lugar                                                               | Estádio Durival Britto e Silva       | 17.000     | 0 (não possui)      | 7             |
| Associação Atlética Iguaçu      | União da Vitória  | Microrregião de União da Vitória  | Décimo Lugar                                                               | Estádio Municipal Antiocho Pereira   | 12.000     | 0 (não possui)      | 7             |
| Umuarama Futebol Clube          | Umuarama          | Microrregião de Umuarama          | Décimo Quarto Lugar                                                        | Estádio Municipal Lúcio Pipino       | 3.000      | 0 (não possui)      | 6             |
| Grêmio de Esportes Maringá      | Maringá           | Microrregião de Maringá           | Campeão                                                                    | Estádio Willie Davids                | 21.600     | 3 (1963,1964,1977)  | 14            |
| Esporte Clube 9 de Julho        | Cornélio Procópio | Microrregião de Cornélio Procópio | Décimo Terceiro Lugar]                                                     | Estádio Municipal Ubirajara Medeiros | --         | 0 (não possui)      | 3             |
| Sociedade Esportiva Matsubara   | Cambará           | Microrregião de Jacarezinho       | Sexto Lugar                                                                | Estádio Gustavo Nunes Diniz          | --         | 0 (não possui)      | 2             |
| Apucarana Atlético Clube        | Apucarana         | Microrregião de Apucarana         | Campeão do Campeonato Paranaense de Futebol de 1977 - Segunda Divisão      | Estádio Bom Jesus da Lapa            | 11.000     | 0 (não possui)      | 1             |
| Palmeiras                       | Pato Branco       | Microrregião de Pato Branco       | Vice Campeão do Campeonato Paranaense de Futebol de 1977 - Segunda Divisão | Estádio Os Pioneiros                 | 1.500      | 0 (não possui)      | 1             |

## Classificação
- 1° Coritiba Foot Ball Club
- 2° Clube Atlético Paranaense
- 3° Londrina Esporte Clube
- 4° Colorado Esporte Clube
- 5° Grêmio de Esportes Maringá
- 6° União Bandeirante Futebol Clube
- 7° Apucarana Atlético Clube
- 8° Esporte Clube Pinheiros (Paraná)
- 9° Sociedade Esportiva Matsubara
- 10° Umuarama Futebol Clube
- 11° Rio Branco Sport Club
- 12° Sociedade Esportiva Palmeiras (Pato Branco)
- 13° Esporte Clube 9 de Julho
- 14° Associação Atlética Iguaçu

## Regulamento
Na primeira fase, as catorze agremiações foram dividas regionalmente em dois grupo de sete equipes, em turno único. Na segunda fase todas as equipes foram divididas em três grupos, com turno e returno, e se classificariam os oito melhores para a terceira fase. Nesta fase, três grupos (1 com 6 times e 2 com 4 clubes), classificando-se quatro do primeiro e dos outros dois, duas equipes.
A terceira fase, foi um quadrangular com dois grupos, em turno e returno, os ganhadores dos grupo iriam para a final do campeonato.

## Campeão
| Campeão Paranaense de 1978         |
| ---------------------------------- |
| Coritiba Foot Ball Club 26° Título |